# Црква Светог Николе у Пожаревцу
Црква Светог Николе у Пожаревцу припада Епархији браничевској Српске православне цркве. Подигнута 1890. године као задужбина свештеника-проте Петра Шљивића, пароха трњанског и његове жене Јелене. Црква представља непокретно културног добра као споменик културе.

## Историја
Петар Шљивић (1818-1902) је био син војводе рамског Живка Шљивића. Године 1890. подигао је породичну капелу у делу Пожаревца који се назива Бугар мала. Пројекат је урадио архитекта Светозар Ивачковић у духу ханзенатике. Ивачковић је био први српски ђак Теофила Ханзена у Бечу и сматран је најзначајнијим архитектом у области црквене архитектуре све до почетка Првог светског рата. Предводио је млађе архитекте са тежњом да створе национални стил у црквеном градитељству. Црква је реконструисана 2022.године, пројекат реконструкције Цркве св.Николе донирала је архитекта Милена Гроздановић из Пожаревца.

## Изглед цркве
Црква је једнокуполна, са основом у облику грчког крста. Над укрсницом се уздиже купола на издуженом осмоугаоном тамбуру који почива на кубичном постољу. Пројектована је као породична капела, тако да има две етаже - крипту и храм. Просторно храм је подељен на наос и олтар. Архитектонским обликовањем маса наглашена је кубичност грађевине. Фасаде су првобитно биле полихромно решене у духу ханзенатике, комбинацијом окер и теракот фасадне опеке ређане наизменично у хоризонталним пољима, али је данас комплетна опека обојена црвеном бојом. Прозорски отвори су лучно засведене велике бифоре на источној, северној и јужној фасади, а изнад западног улаза изведен је окулус са розетом. Сва четири калканска зида у врху имају камени крст. Уз цркву се првобитно налазила дрвена звонара, која је касније замењена зиданим звоником.
Иконостас припада типу ниских олтарских преграда. Изведен је у дуборезу, а на њему је петнаест икона распоређених у две зоне. Иконе су рад академског сликара Андреја Биценка из тридесетих година 20. века.  